# Metro de neumáticos

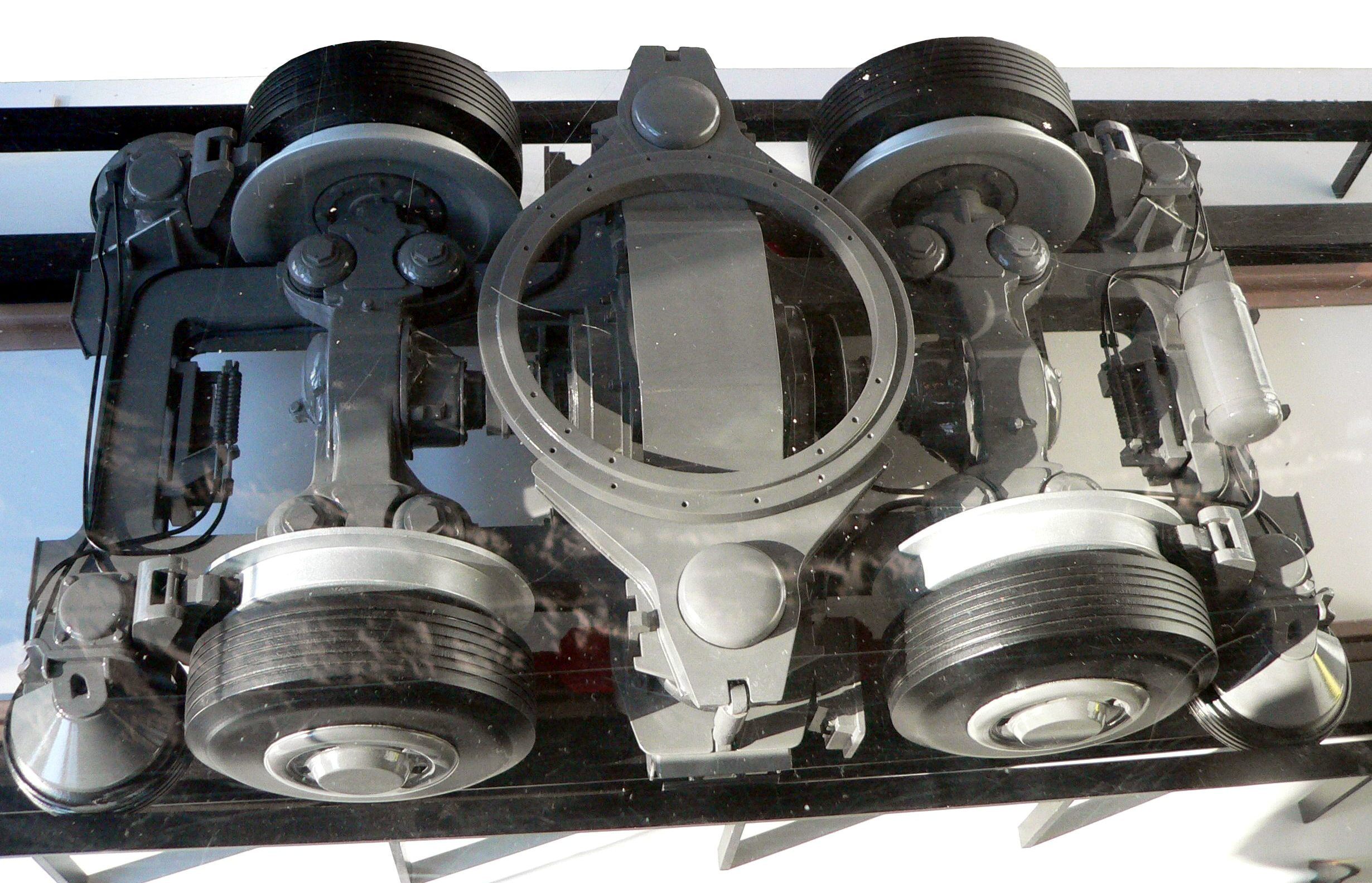
Bogie de un MP 89 del material rodante del Metro de París.

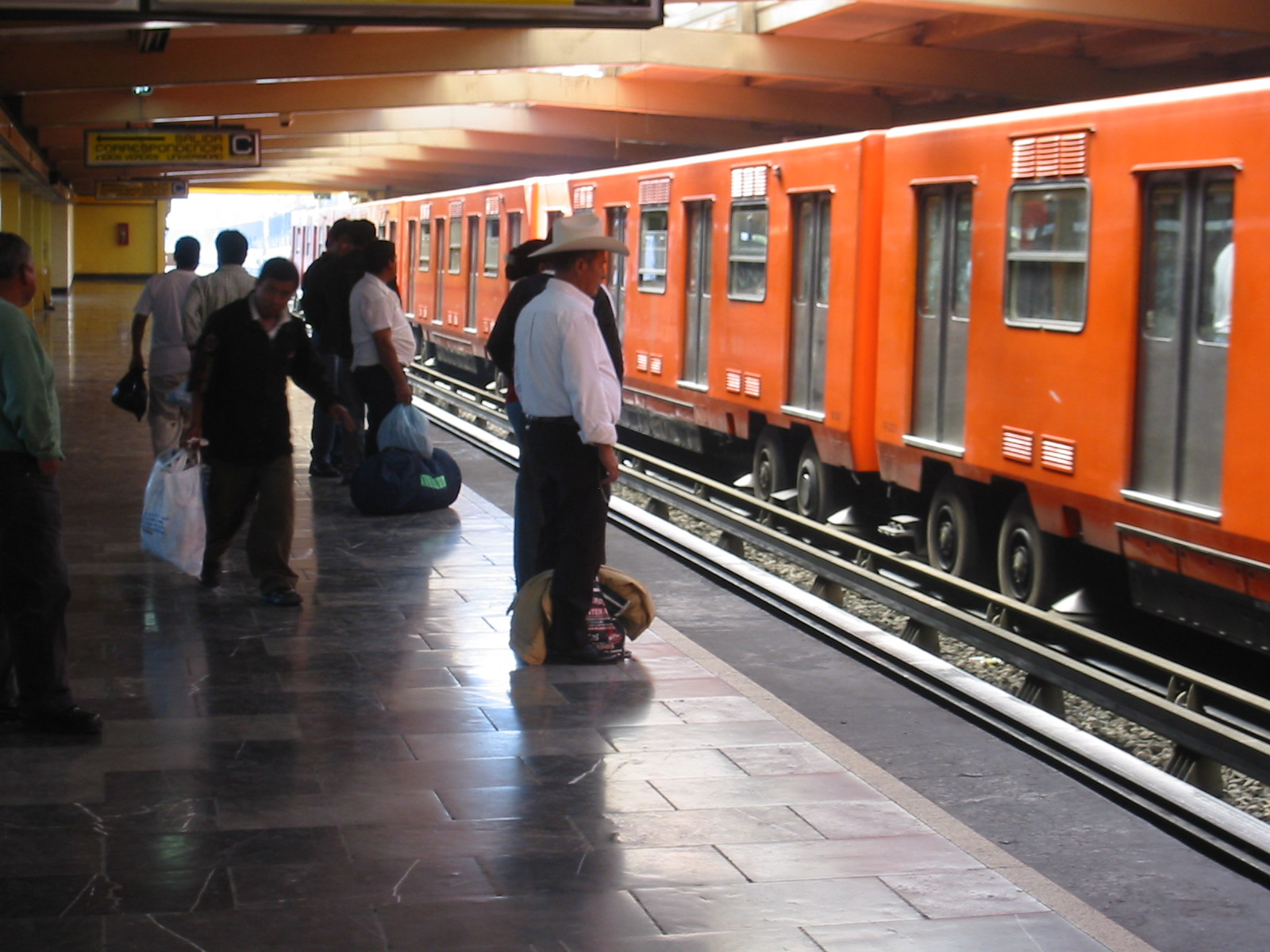
Material rodante NM-73 en el Metro de la Ciudad de México.

El metro de neumáticos es una forma de transporte ferroviario que usa la tecnología de rodamiento de los automóviles; los trenes usan neumáticos de caucho, con dos pistas de rodamiento a los lados (por ejemplo, metros de Montreal, Lille, y Toulouse) o carriles en forma de H, como en el Metro de la Ciudad de México, Metro de París, la línea 2 del Metro de Lausana y en las líneas 1, 2 y 5 del Metro de Santiago de Chile. Se considera una segunda opción frente al clásico metro de rodadura férrea. 
Igualmente, existe tecnología que usa un riel central (Metro de Sapporo), cada uno con el ancho de una llanta. El conductor no necesita girar, ya que es un sistema sobre rieles que también se apoya sobre una rueda de seguridad tipo ferroviaria normal que entra en acción solo cuando una rueda de tracción pierde presión o cuando se entra a un cambio de vía.
Muchos trenes neumáticos se construyen de acuerdo con las especificaciones locales de cada metro.
En algunos sistemas (París, Santiago de Chile, Montreal y México) hay una vía ferroviaria normal de ancho estándar entre las pistas de rodamiento, y se usan con ruedas de acero más altas que las de un ferrocarril normal, pero estas mismas van «volando» en condiciones normales. Sin embargo, cuando un tren se ve afectado por una pinchadura o cuando necesita hacer un cambio de vía o un cruce con otra, necesita usar esta misma rueda metálica.
Otros sistemas, como Lille y Toulouse en Francia, tienen otro tipo de métodos para control de tráfico y cambio de vías.
También pueden servir para mezclar ambos tipos de trenes mientras se hace la adaptación de cierto material rodante a la línea o al camino, como en el Metro de París.
El vehículo es de tracción eléctrica, con uno o dos rieles de corriente, que se denominan barras guía, las cuales, además de suministrar la corriente eléctrica del tren también guían al tren en su camino por medio de llantas guía. La corriente positiva y negativa es directa, habitualmente a 750 V, con un camino para cerrar el circuito y con dos zapatas o patines colectores,que reciben la corriente eléctrica, aunque esto depende del tipo de sistema.
Cuando un bogie sufre un pinchazo, en ocasiones si sus neumáticos portadores, guías o ambos, tienen alambres en su estructura y pueden cortocircuitar la vía, por lo que además de que se hace una sustitución de neumáticos con cuerdas que no sean de acero pleno en el mantenimiento, en el momento al tren averiado se le coloca un "delantal dieléctrico" en el lado del bogie afectado, en pro de que el patín colector o zapata no toque el tercer riel del lado que fue afectado por el pinchazo. Sin embargo si el incidente ocurre en servicio activo, dependiendo las reglas de operación, se desaloja el tren en la estación más próxima o en su defecto se continúa a marcha reducida hasta concluir el trayecto y llevar el tren a depósito para su inspección y reparación.

## Ventajas

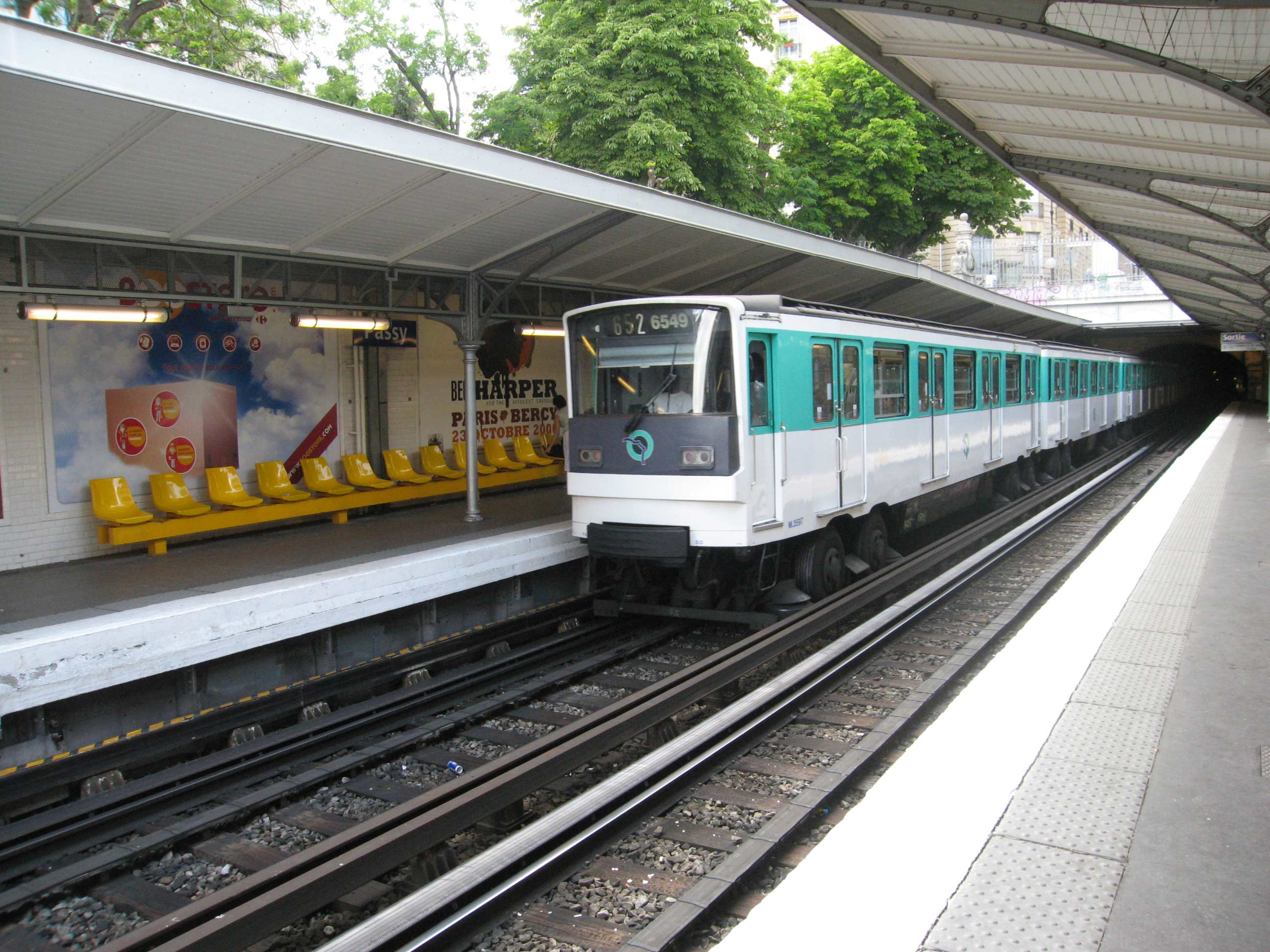
Un MP 73 del material rodante del Metro de París.

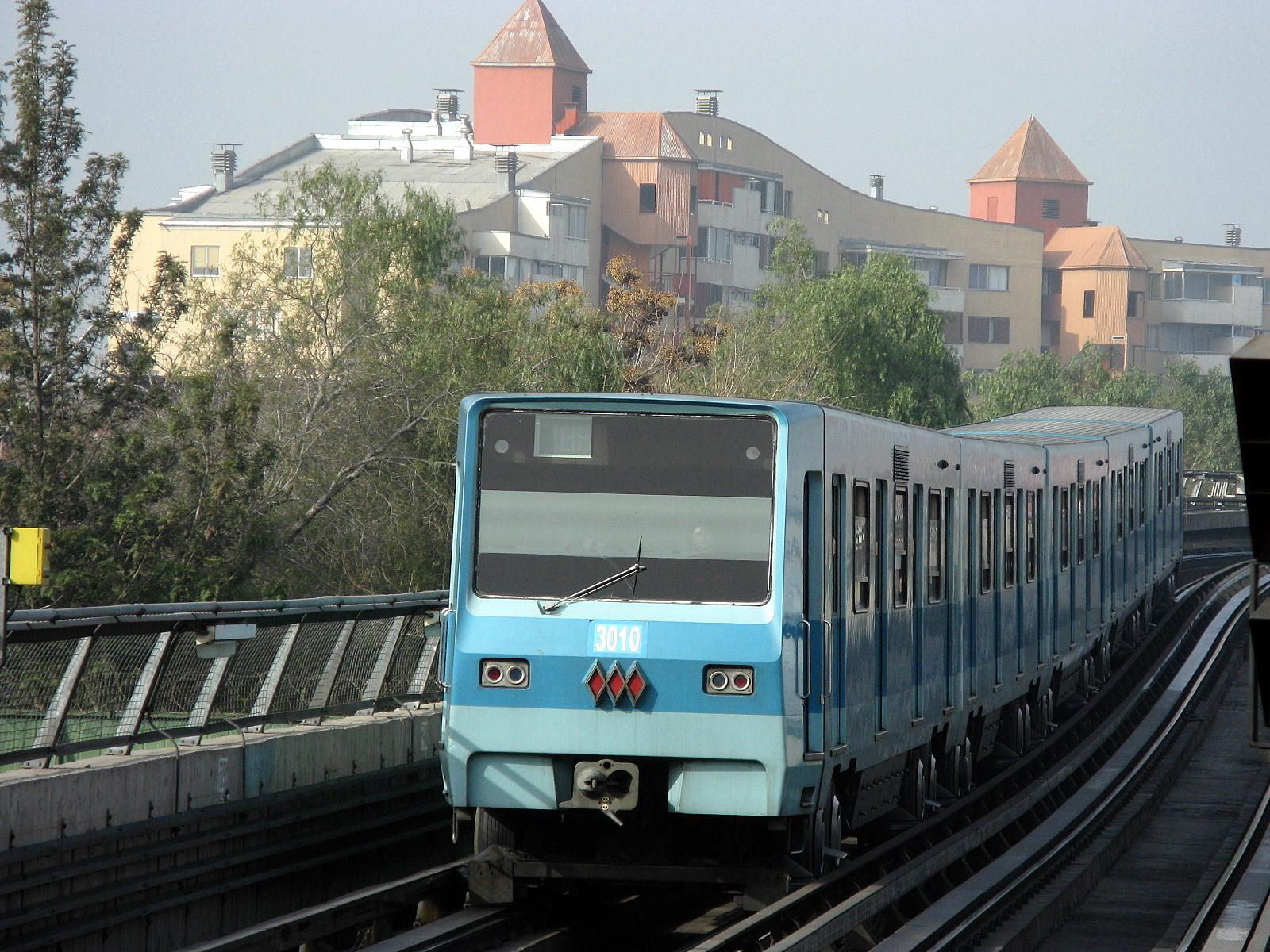
NS 74 en tramo sobre Viaducto en la Línea 5 del Metro de Santiago (Chile).

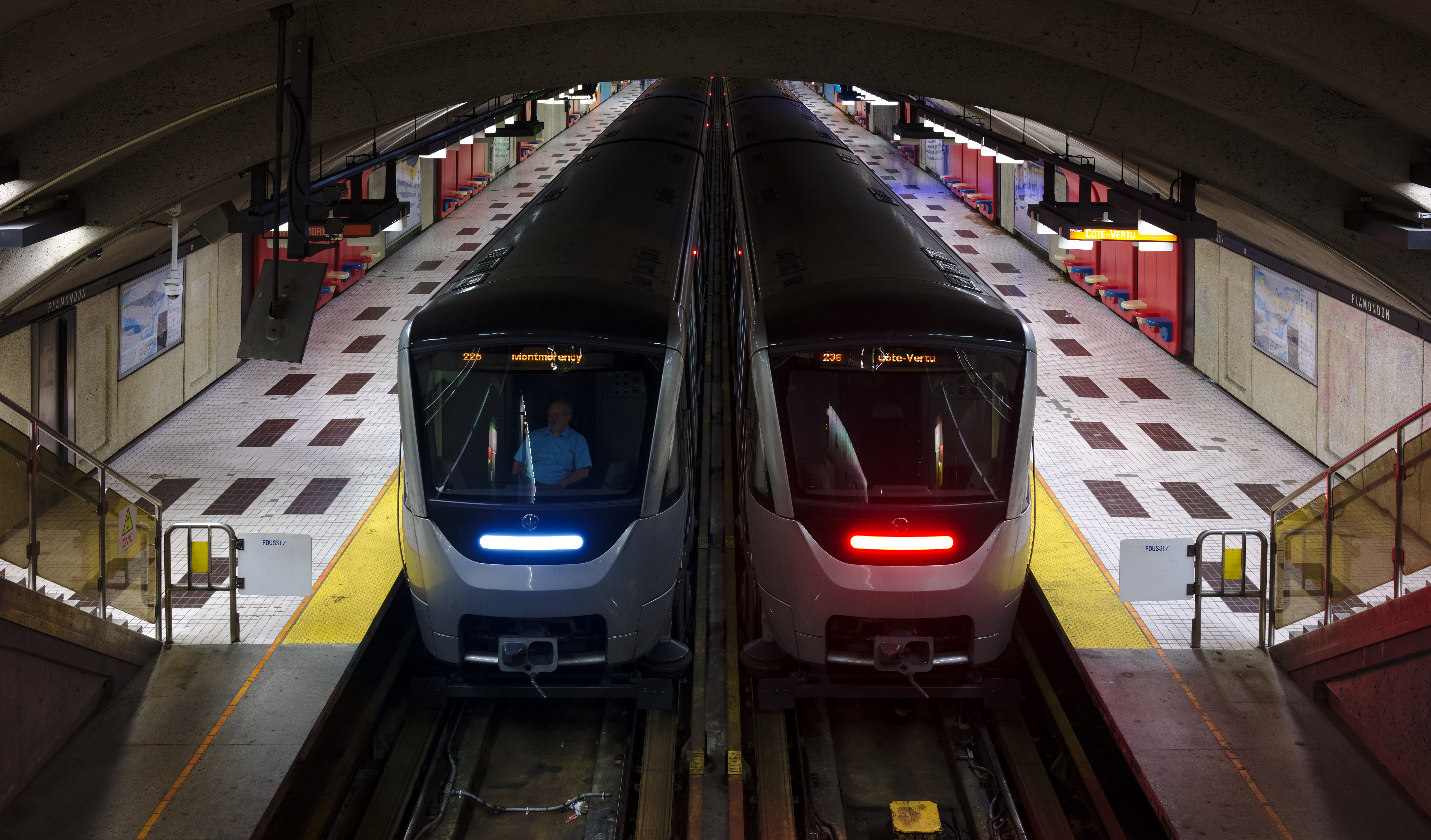
Par de MPM-10 del Metro de Montreal.

- Partida más rápida, y mejor aceleración.
- Distancias cortas de frenado.
- Capacidad para subir y bajar pendientes muy pronunciadas (pendientes de 13 por ciento, más pronunciadas que un sistema ferroviario convencional); por ejemplo, en la línea 4 del Metro de Montreal para pasar por debajo del Río San Lorenzo, en una distancia relativamente corta, y la línea 7 del metro de la Ciudad de México, en el tramo Refinería-Tacuba.
- Tamaño relativamente accesible en gálibo para poder construir con menor cantidad de espacio las estaciones para este tipo de sistema de transporte.
- Aunque en esencia son trenes pesados, la repartición de carga sobre la vía apoyado por el neumático de caucho, lo hace más eficiente para poder presionar el suelo donde se instale de mejor manera redistribuida, lo que lo hace ideal para construirse en suelos demasiados blandos, o con mayor delicadeza que otros más duros, no obstante también se pueden instalar túneles circulares profundos o normales en los suelos más duros.
- Se pueden construir curvas con un radio más cerrado que el de un tren de rodadura férrea, al poder construir curvas más cerradas, el tren puede tomar las mismas con una mayor velocidad y seguridad, puesto que los neumáticos guía proveen una amortiguación a la inercia para que el tren no descarrile al atajar dichas curvas.
- Aunque en principio es una desventaja, el calor que puede estarse generando por la operación a la larga en climas fríos puede resultar una opción de calefacción para mantener una temperatura cómoda en las instalaciones durante temporadas invernales o de frío.

## Desventajas

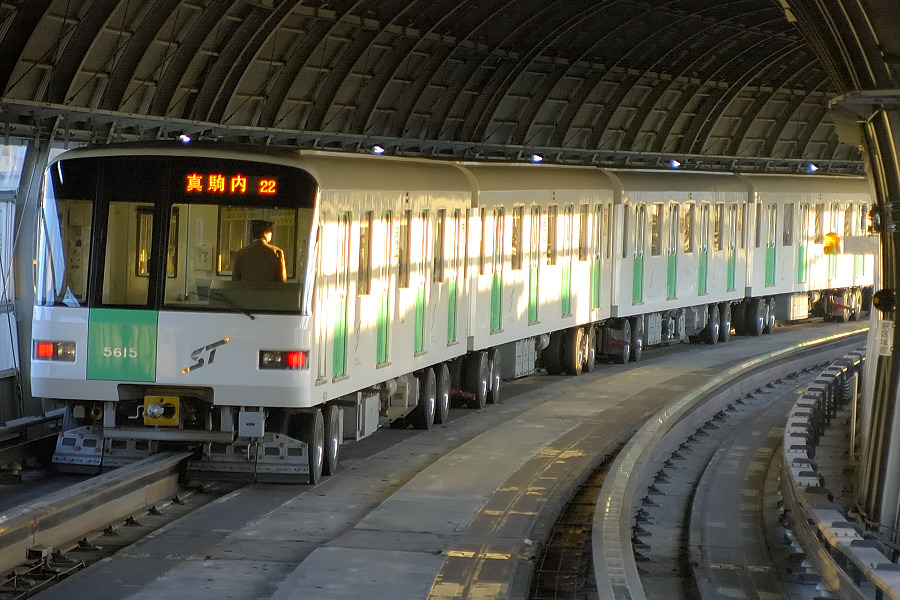
Material rodante Serie 5000 con barras guía central y neumáticos de caucho operado por la Oficina de Transporte Ciudad de Sapporo, Japón, y construido por Kawasaki Heavy Industries Rolling Stock Company, una división de Kawasaki Heavy Industries.

- Los trenes de neumáticos tienen diez veces más fricción que los trenes férreos estándar, y demandan más energía para su uso.
- El ruido producido por la fricción de las llantas puede dificultar una conversación.
- Versiones anteriores de estos trenes pueden perder tracción ante las inclemencias del tiempo como lluvia,nieve o hielo (por esta razón, el metro de Montreal es 100 por ciento subterráneo), pero pueden usarse pistas especiales con canaletas para minimizar este tipo de problemas, como en la línea 6 del Metro de París.
- Se necesita una tecnología más compleja, más allá de las tecnologías simples.
- La reducción en el peso es un ápice no muy importante, ya que se tienen que conservar las ruedas de acero tradicionales en caso de emergencia o, en los cambios de vía y cruces, en efecto hay dos sistemas operantes en paralelo, y es más costoso construir, instalar y mantener el mismo.

Otra desventaja importante está relacionada con la disipación del calor: eventualmente, toda la energía para mover el tren (excepto la energía recuperada con el frenado regenerativo) puede acabar en calor, especialmente en túneles frecuentemente usados, por lo que se necesita un sistema de ventilación eficiente para disipar gran parte o todo el calor. Así, los trenes neumáticos pueden demandar mayor energía de uso, y el problema se ve agravado. Igualmente, el desgaste de los neumáticos es más rápido que el de una rueda de acero, y necesita un mantenimiento más frecuente y un reemplazo más común pues cuesta más un par de llantas que un par de ruedas de acero en ciertos casos, y demanda también mantenimiento y sustitución de ruedas guía de hule.

## Historia

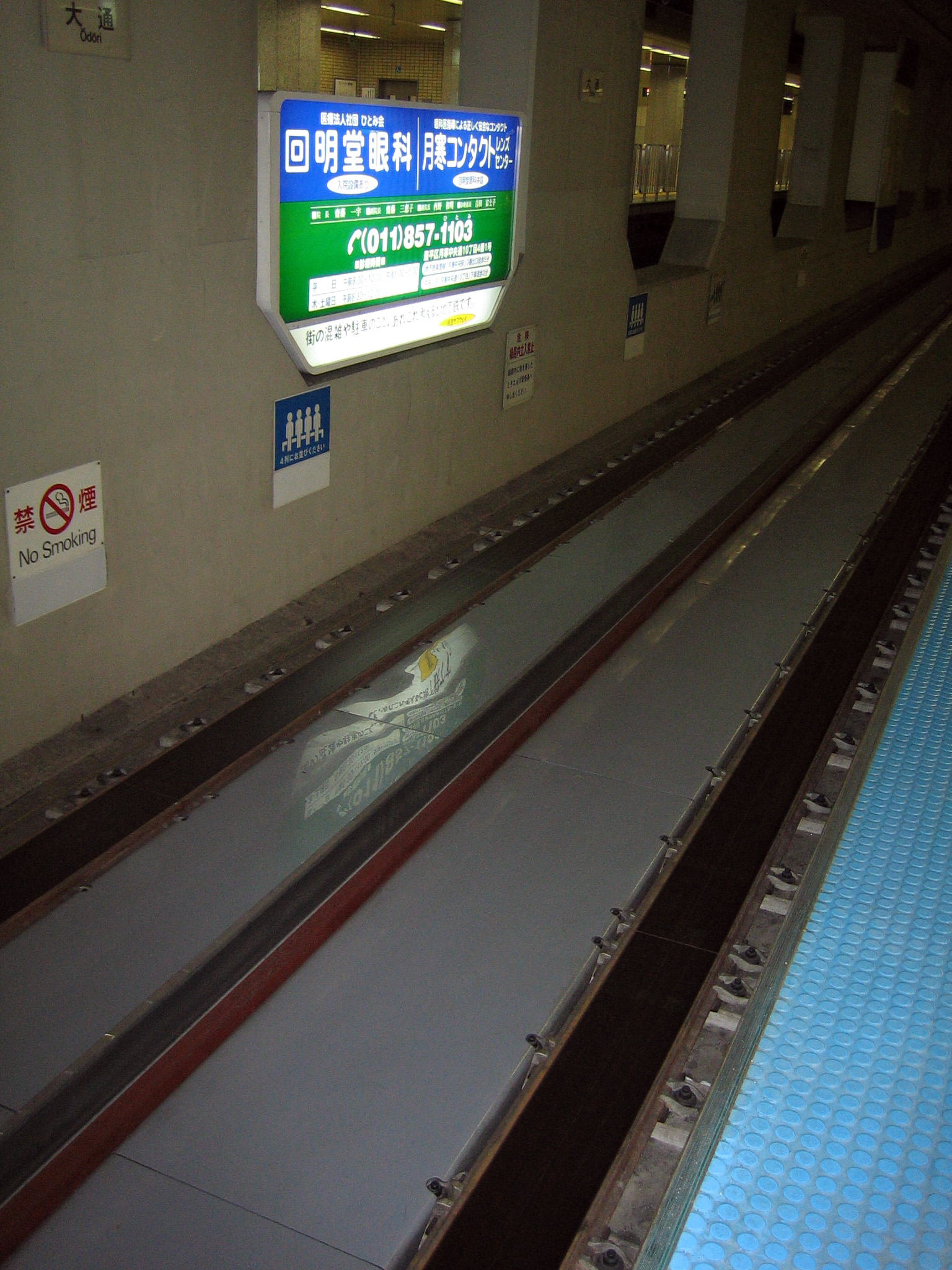
Metro de Sapporo con barras de guía y rodillos de acero.

Durante la Segunda Guerra Mundial, en la ocupación alemana de París, el metro se usó al tope de su capacidad, con mantenimientos muy esporádicos, y al final de la guerra se buscó una manera para renovar el sistema de trenes sin dejar que este mismo colapsara, dada la antigüedad de sus equipos.
El sistema fue diseñado en París con la colaboración de Michelin para hacer las llantas, y de Renault en el rango de la carrocería, se hizo un circuito experimental en 1951 entre las estaciones Porte des Lilas y Pre Saint Gervais con un automotor experimental en ese momento denominado MP51 el cual es un prototipo de 8 puertas y 2 cabinas, en una sección no abierta al público, más tarde la línea 11 de Chatelet-Mairie des Lilas en 1956 fue la primera en ser convertida pues sus pendientes eran demasiado inclinadas para poder usar un sistema ferroviario normal. Inmediatamente demandó nuevo material rodante así que el Primer tren neumático que entró en servicio fue el MP55. Le siguió la línea 1 de Chateau de Vincennes - Port de Neuilly en 1964 y más tarde la línea 4 en 1967 la cual corre de Porte d Orleans - Porte de Clignancourt, esta última convertida debido a la alta afluencia de dicha línea finalmente en 1974 se convirtió la línea 6 de Charles de Gaulle - Etoile - Nation después de esta el alto costo de la conversión de vía estándar a vía neumática era elevado por lo cual no se convirtió la totalidad de la red sin embargo las líneas existentes siguen siendo usadas y se construyó una línea completamente automatizada bajo este sistema en París la cual es la Línea 14.
Igualmente Francia desarrolló Trenes Neumáticos propios de alta tecnología pues hoy en día los MP59, MP73 y MP89 siguen dando servicio en este país así como en otros países como México y Santiago de Chile(aunque basados en estos materiales rodantes).
El Primer sistema total de metro sobre neumáticos que existió fue en el Metro de Montreal en 1963 de ahí le siguen otras ciudades como México entre otras quienes viendo el éxito de este tipo de trenes pues comenzaron la construcción de más y más kilómetros de este tipo de línea. Esta ciudad tiene el sistema de metro de neumáticos más extensa en el mundo contando con 10 líneas neumáticas y dos férreas.
Después de la conversión de dichas líneas para algunas empresas francesas entre ellas Alstom y la empresa del estado RATP fue rentable ayudar a construir sistemas de metro basados en dicha tecnología en algunas ciudades del mundo como México, Santiago y Montreal entre otras que cuentan con sistemas de metros de neumáticos.
En la década de los 2000,en Lausana,Suiza se decide dar de baja el servicio de funicular de Ouchy para reemplazarlo por una línea de metro neumático totalmente automatizada,los trabajos comienzan en 2004 y terminan en 2008 dando como resultado una línea completa de metro neumático automatizada desde el inicio(se ocuparon para este caso trenes de 2 carros modelo MP05,Basados en el MP89 CA Parisino) dando como resultado un servicio renovado y se optó por esta alternativa ya que esta línea contiene muchos tramos en pendiente superior al estándar ferroviario tradicional.
En 2022 la empresa china CRRC Zhuzhou Locomotive,gana un contrato de remodelación y modernización de la Línea 1 del Metro de la Ciudad de México,por consiguiente fábrica por primera ocasión un tren neumático,de modelo NM-22 con tecnología de pilotaje denominada CBTC. A su vez,el STC junto a la empresa CRRC comienza a adaptar los trenes NM-16 al nuevo sistema de control,para ello se procede a remodelar la línea de manera total. Cabe mencionar que el primer tren NM22 fue construido en china pero después de ello,a partir del segundo tren se comenzó un proceso de ensamble estilo CKD donde en la fábrica china,se ensambla la base y los terminados después se completaran en una planta de la misma empresa instalada en el estado de Querétaro. añadiendo también una transferencia de tecnología para poder dar mantenimiento preventivo y correctivo de manera integral.

## Galería

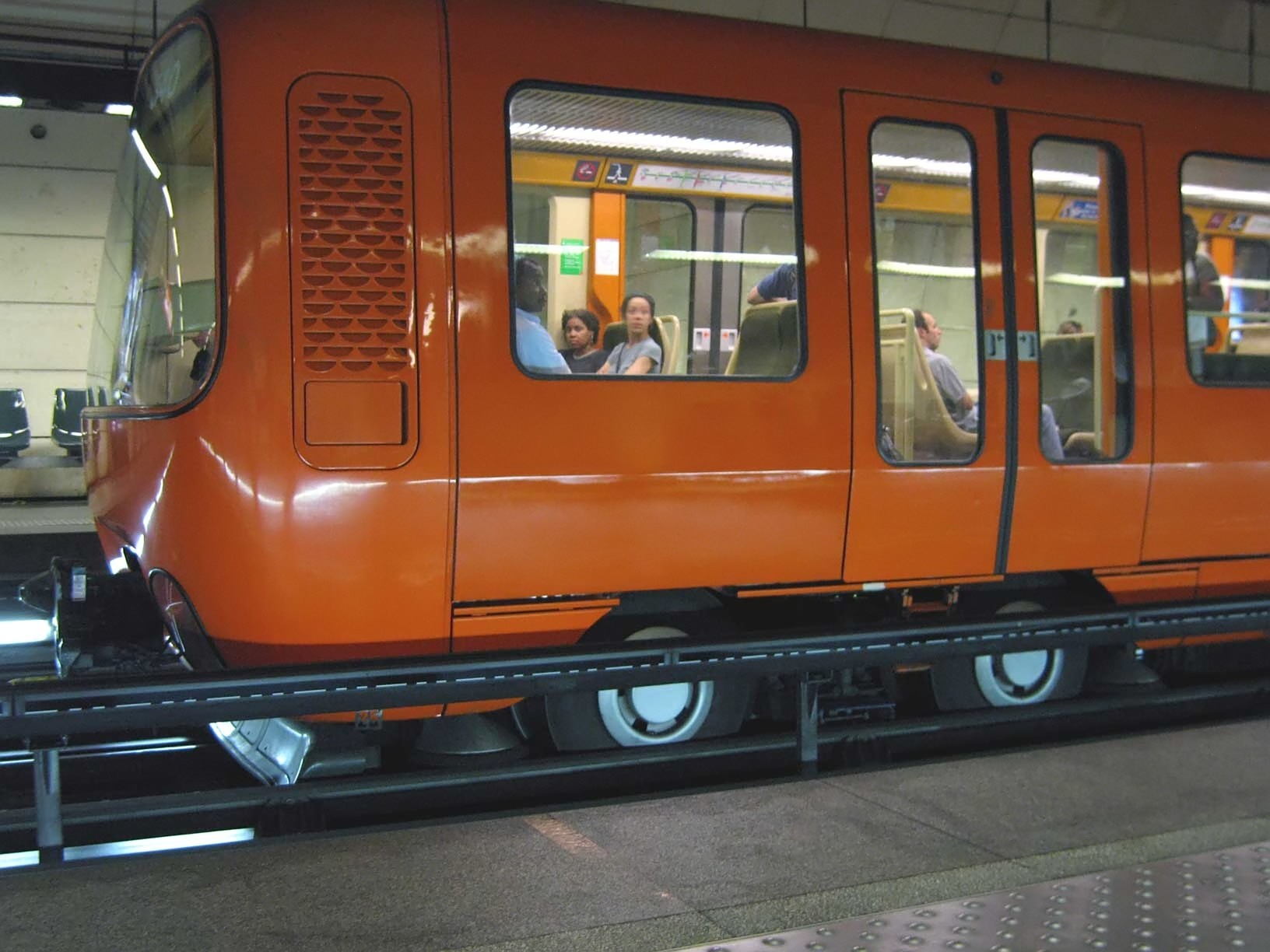
Material rodante MPL-85 de la línea D del Métro de Lyon.
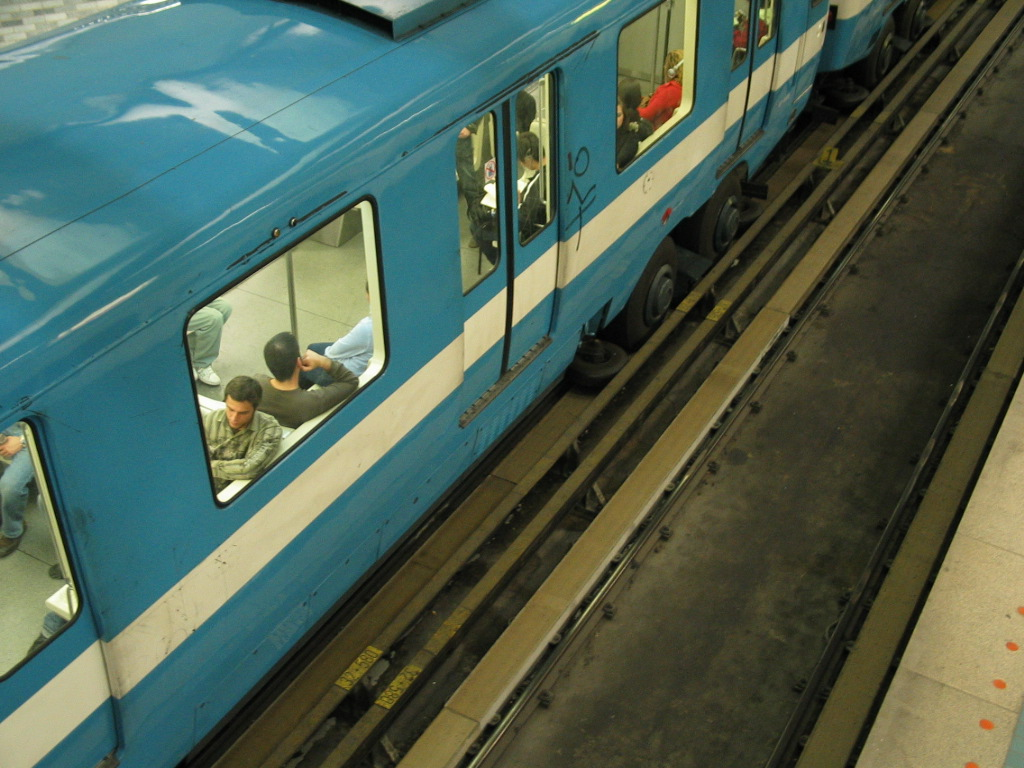
Neumáticos de caucho y barras de guía del Metro de Montreal.
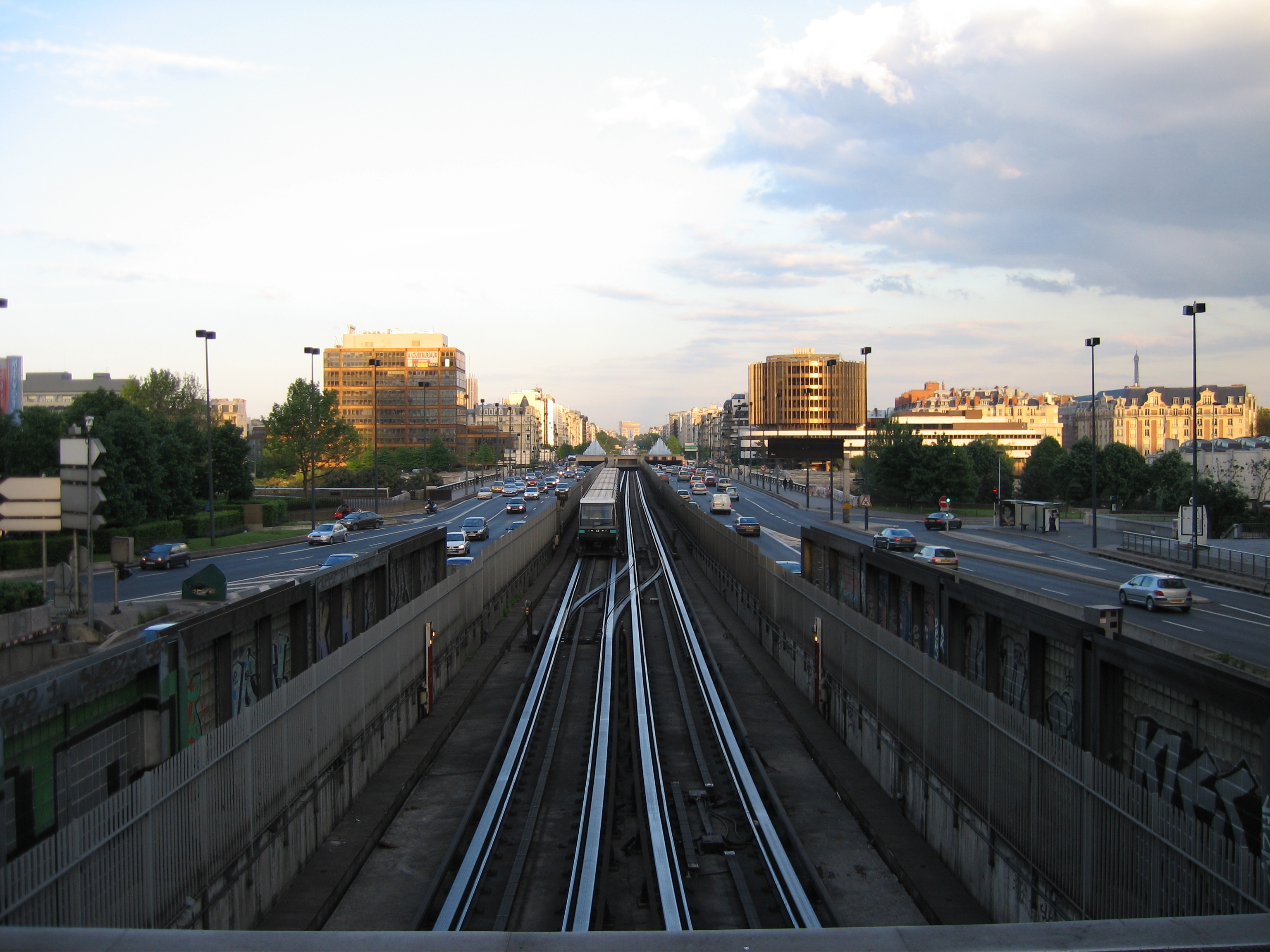
«Barras guía» y «pistas de rodamiento» entre las estaciones Pont de Neuilly y Esplanade de la Défense.
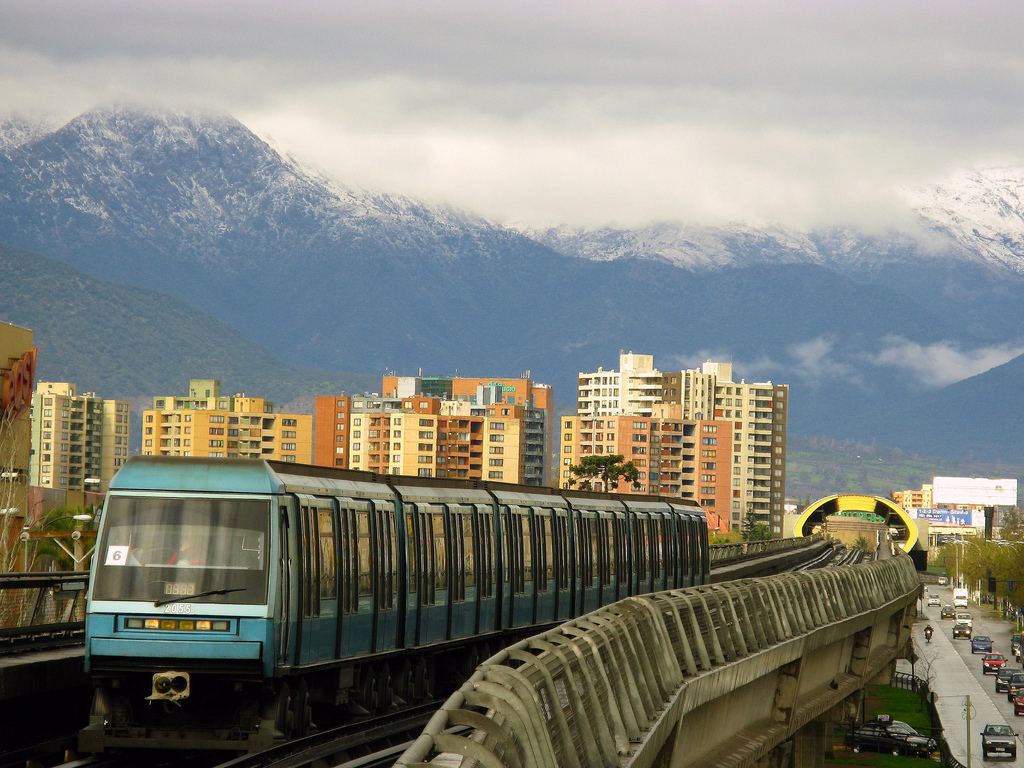
NS93 de 6 coches (basado en MP89CC) en la Línea 5 del Metro de Santiago de Chile.
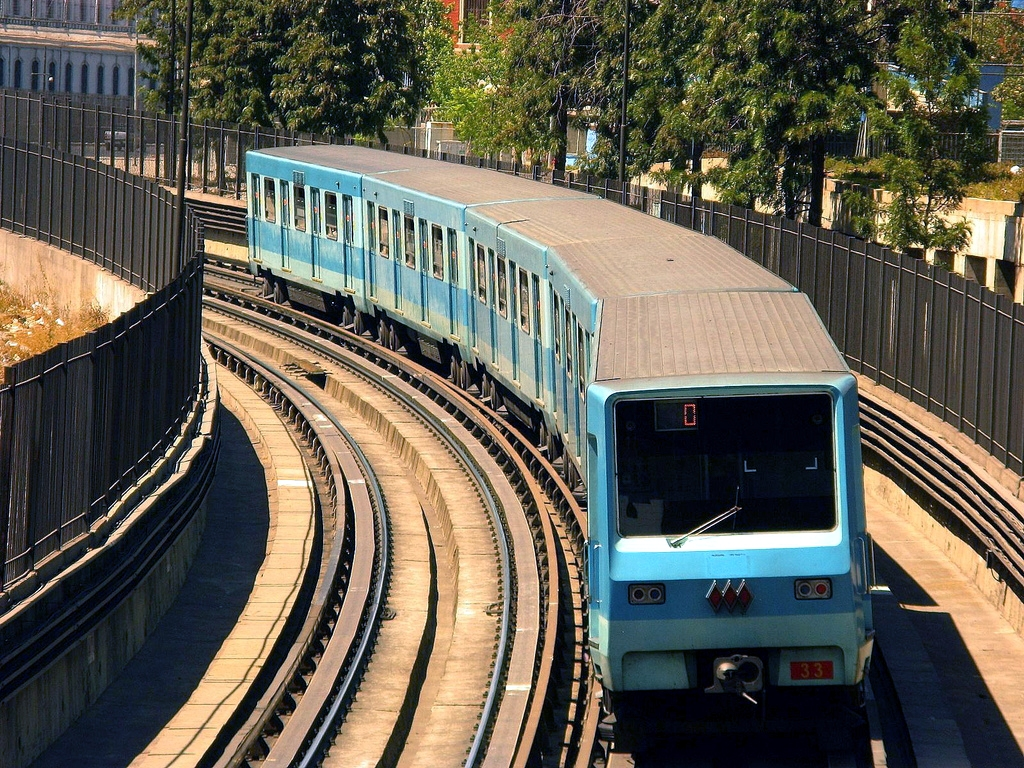
NS74 circulando hacia las cocheras en la Línea 2 del Metro de Santiago de Chile.
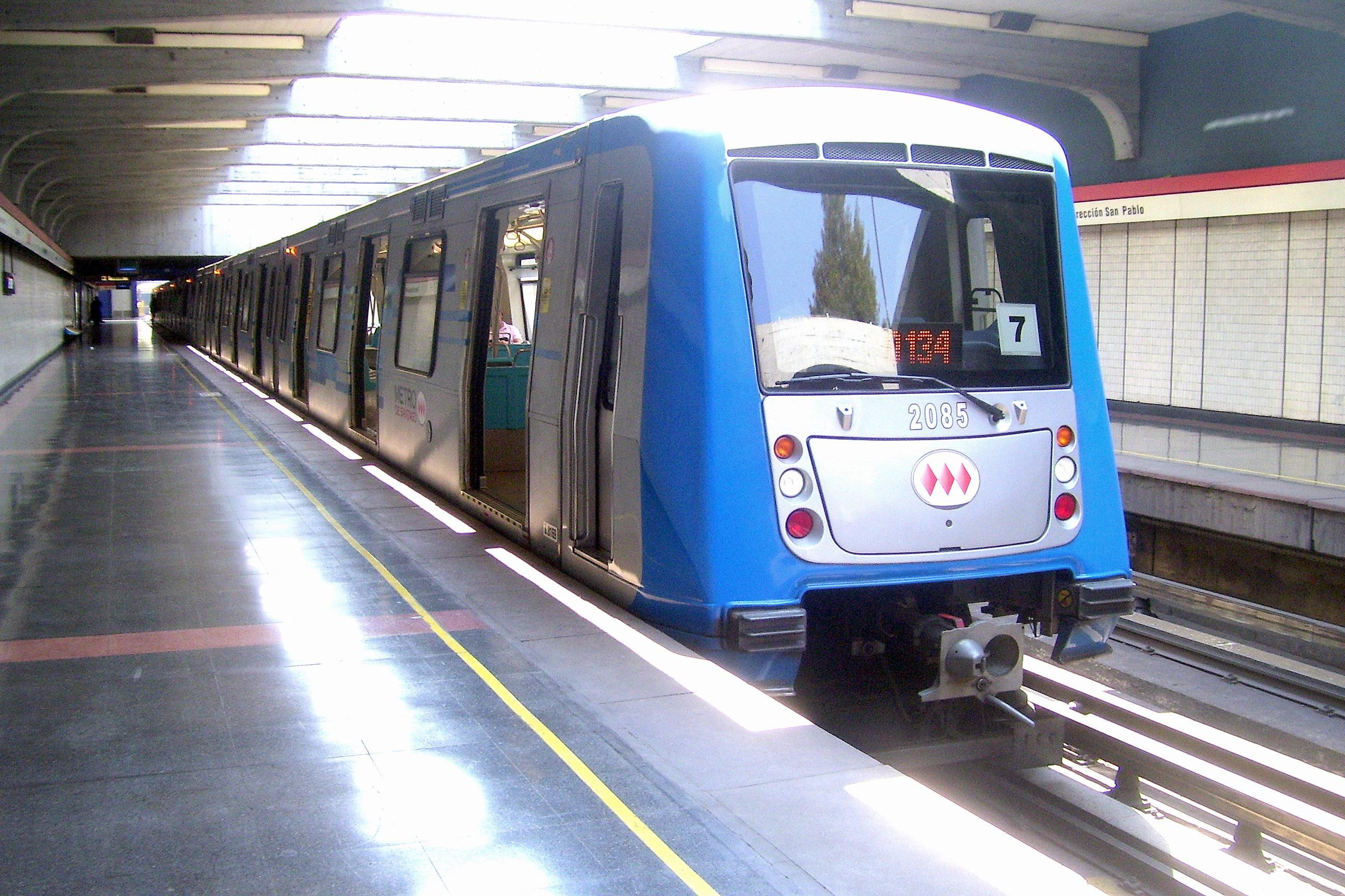
NS04 en la estación Neptuno de la Línea 1 del Metro de Santiago de Chile.
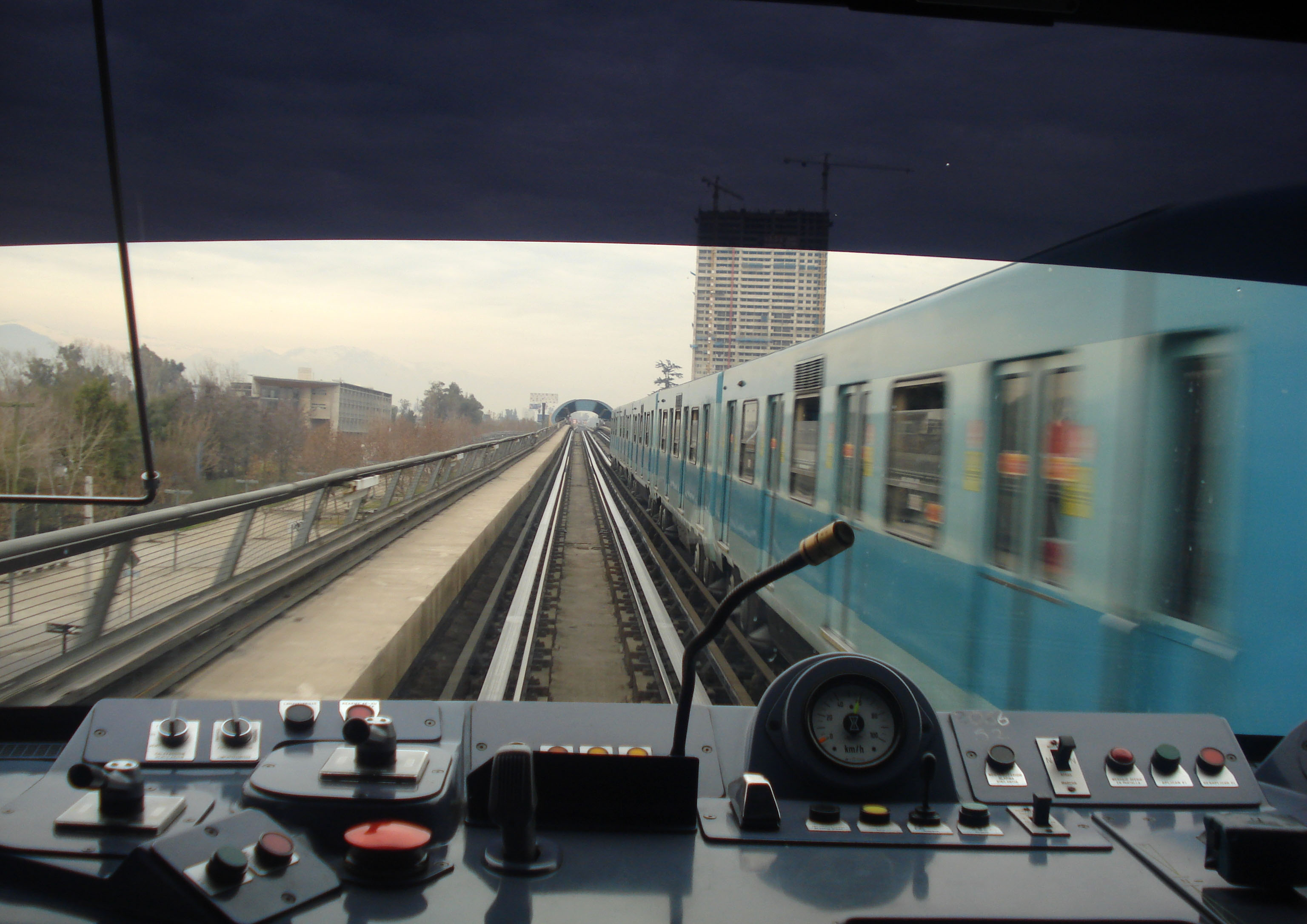
Cabina del NS93 del Metro de Santiago de Chile. Se puede observar la línea en que circulan las ruedas neumáticas.
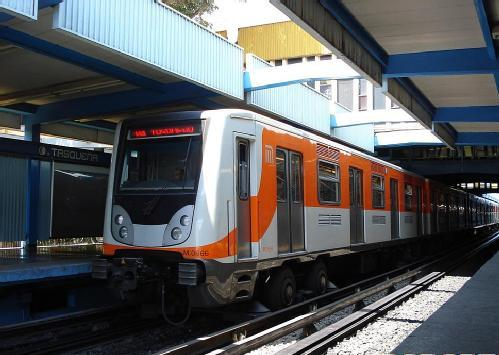
NM02 del Metro de la Ciudad de México entrando a la estación terminal Tasqueña de la Línea 2.
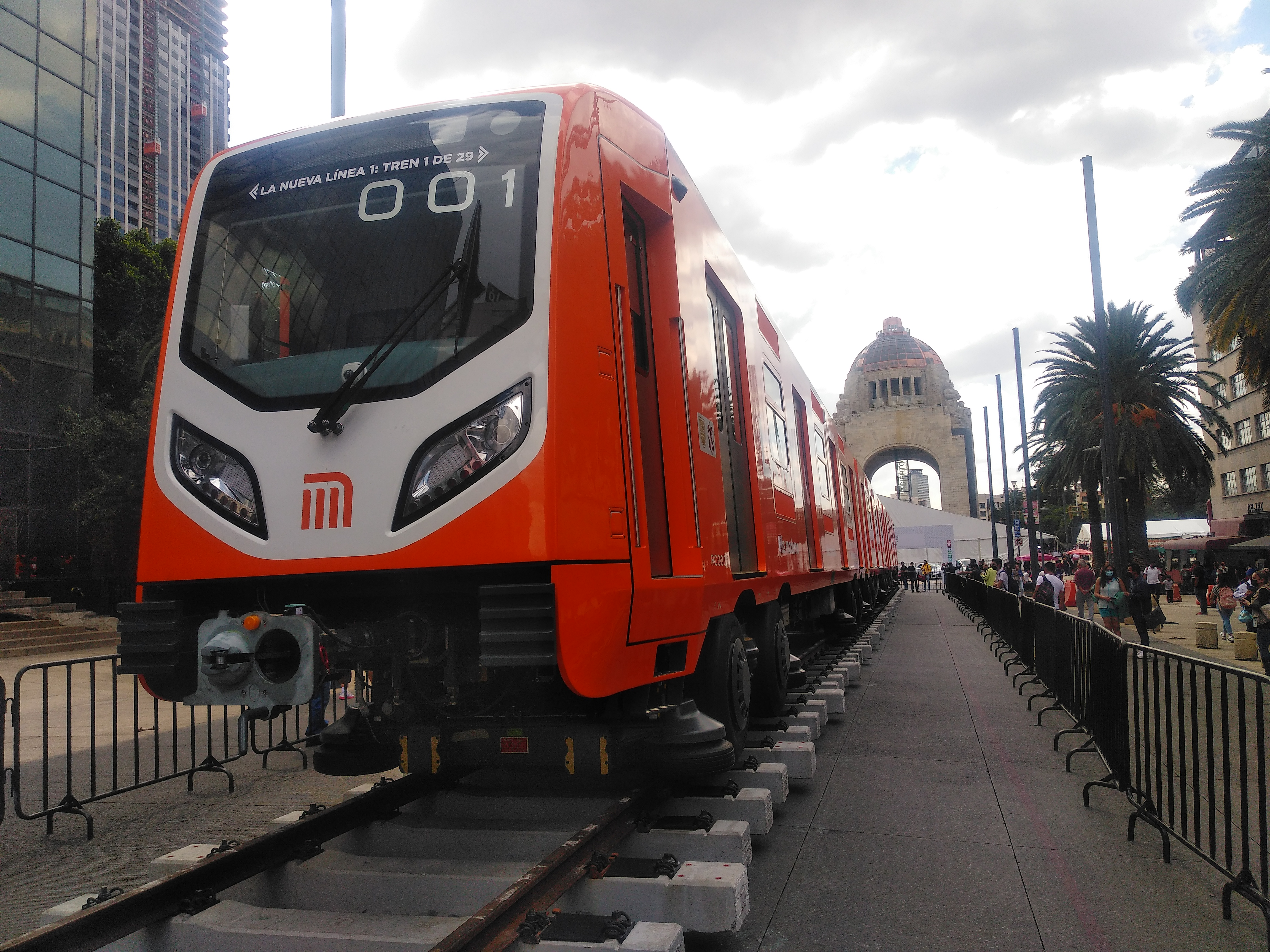
NM22 del Metro de la Ciudad de México en exhibicion,en el Monumento a la Revolución.